# Raiffeisen-Leasing
Raiffeisen-Leasing GmbH – austriackie przedsiębiorstwo finansowe specjalizujące się w leasingu podmiotom gospodarczym.
Udziałowcami spółki są Raiffeisen Zentralbank (51%) i banki landowe grupy Raiffeisen (49%).
Przedsiębiorstwo miało w 2012 r. zawartych 51 357 umów leasingu o wartości 3,6 mld €.

## Raiffeisen-Leasing w Polsce
W latach 1998–2017 w Polsce działała spółka-córka pod nazwą Raiffeisen-Leasing Polska S.A. Udziałowcami spółki były Raiffeisen Leasing International z Wiednia i Raiffeisen Bank Polska, każdy podmiot posiadał 50% akcji. Spółka oferowała leasing środków trwałych, poczynając od środków transportu, poprzez wyspecjalizowane maszyny i urządzenia, linie technologiczne, wyposażenie biur oraz nieruchomości.
W 2016 spółka została sprzedana PKO Leasing S.A. z grupy kapitałowej banku PKO BP, a w 2017 nastąpiła fuzja operacyjna obu podmiotów i likwidacja Raiffeisen-Leasing.